# Monobloc
Monobloc és una pel·lícula documental dirigida per Hauke Wendler el 2021.

## Argument
La pel·lícula versa sobre el model de cadira de polietilè Monobloc, el moble més venut de tota la història del disseny industrial, i en ressegueix els usos al llarg i ample del planeta Terra gràcies al seu reduït cost de producció i versatilitat.